# Escaline
L'escaline est une drogue hallucinogène psychédélique dans la classe des phényléthylamines, aussi considérée comme enthéogène.
Elle est synthétisée et décrite pour la première fois par Benington en 1954, puis elle sera de nouveau étudiée par la suite au laboratoire de David E. Nichols qui faisait des recherches sur les analogues de la mescaline dont l'escaline, la proscaline et l'isoproscaline. 
Mais c'est Alexander Shulgin qui en décrira pour la première fois les effets chez l'homme dans son livre PiHKAL (Phényléthylamines que j'ai connues et aimées), il décrit une durée des effets allant de huit à douze heures et un dosage de 40  à   60 mg en prise orale.